# Saison 1 d'Atlanta
Chronologie
Saison 2
Cet article présente le guide des épisodes de la première saison de la série télévisée américaine Atlanta.

## Distribution

### Acteurs principaux
- Donald Glover (VF : Diouc Koma) : Earnest « Earn » Marks
- Brian Tyree Henry : Alfred Miles
- Keith Stanfield (VF : Eilias Changuel) : Darius
- Zazie Beetz : Van

### Acteurs récurrents et invités
- Harold House Moore (VF : Olivier Chauvel) : Swiff
- Griffin Freeman (VF : Jean-François Cros) : Dave
- Emmett Hunter : Ahmad White
- Cranston Johnson : Deshawn
- Myra Lucretia Taylor : Mrs. Marks
- Isiah Whitlock Jr. : Raleigh Markss
- Quavo : lui-même (en tant que membre des Migos)
- Takeoff : lui-même (en tant que membre des Migos)
- Offset : lui-même (en tant que membre des Migos)

## Épisodes

### Épisode 1:Big Bang
- États-Unis /  Canada : 6 septembre 2016 sur FX[1] / FX Canada[2]
- France : 5 mai 2017 sur OCS City[3]
- Belgique :  15 juin 2017[4] sur Be tv

- États-Unis : 1,08 million de téléspectateurs[5] (première diffusion)

### Épisode 2:Voies sans issue
- États-Unis /  Canada : 6 septembre 2016 sur FX / FX Canada
- France : 5 mai 2017 sur OCS City
- Belgique :  15 juin 2017 sur Be tv

- États-Unis : 960 000 téléspectateurs[5] (première diffusion)

### Épisode 3:Fauché comme jamais
- États-Unis /  Canada : 13 septembre 2016 sur FX / FX Canada
- France : 12 mai 2017 sur OCS City
- Belgique :  15 juin 2017 sur Be tv

- États-Unis : 1,07 million de téléspectateurs[6] (première diffusion)

### Épisode 4:L'effet Streisand
- États-Unis /  Canada : 20 septembre 2016 sur FX / FX Canada
- France : 12 mai 2017 sur OCS City
- Belgique :  22 juin 2017 sur Be tv

- États-Unis : 920 000 téléspectateurs[7] (première diffusion)

### Épisode 5:Personne ne bat le Biebs
- États-Unis /  Canada : 27 septembre 2016 sur FX / FX Canada
- France : 19 mai 2017 sur OCS City
- Belgique :  22 juin 2017 sur Be tv

- États-Unis : 860 000 téléspectateurs[8] (première diffusion)

### Épisode 6:Pas les mêmes valeurs
- États-Unis /  Canada : 4 octobre 2016 sur FX / FX Canada
- France : 19 mai 2017 sur OCS City
- Belgique :  22 juin 2017 sur Be tv

- États-Unis : 830 000 téléspectateurs[9] (première diffusion)

### Épisode 7:B.A.N.
- États-Unis /  Canada : 11 octobre 2016 sur FX / FX Canada
- France : 26 mai 2017 sur OCS City
- Belgique :  29 juin 2017 sur Be tv

- États-Unis : 770 000 téléspectateurs[10] (première diffusion)

### Épisode 8:La boîte de nuit
- États-Unis /  Canada : 18 octobre 2016 sur FX / FX Canada
- France : 26 mai 2017 sur OCS City
- Belgique :  29 juin 2017 sur Be tv

- États-Unis : 950 000 téléspectateurs[11] (première diffusion)

### Épisode 9:Juneteenth
- États-Unis /  Canada : 25 octobre 2016 sur FX / FX Canada
- France : 2 juin 2017 sur OCS City
- Belgique :  6 juillet 2017 sur Be tv

- États-Unis : 650 000 téléspectateurs[12] (première diffusion)

### Épisode 10: 'La Veste
- États-Unis /  Canada : 1er novembre 2016 sur FX[13] / FX Canada
- France : 2 juin 2017 sur OCS City
- Belgique :  6 juillet 2017 sur Be tv

- États-Unis : 786 000 téléspectateurs[14] (première diffusion)